# Juan de Acosta
Juan de Acosta è un comune della Colombia facente parte del dipartimento dell'Atlantico.
Il centro abitato venne fondato nel 1606, mentre l'istituzione del comune è del 20 agosto 1892.